# Selección de fútbol sub-19 de Argentina
La selección de fútbol sub-19 de Argentina es el equipo formado por jugadores de nacionalidad argentina menores de 19 años de edad que prepara a los jugadores que representarán a la Asociación del Fútbol Argentino en la Copa del Mundo Sub-20 y en el Campeonato Sudamericano de Fútbol Sub-20.

## Última convocatoria
- Actualizado al 24 de febrero de 2018.[1][2][3][4][5][6]

### Juegos Sudamericanos
| Año   | Resultado      | Posición | PJ | PG | PE | PP | GF | GC |
| ----- | -------------- | -------- | -- | -- | -- | -- | -- | -- |
| 1982  | Medalla de oro | 1°       | 3  | 3  | 0  | 0  | 9  | 1  |
| 1986  | Medalla de oro | 1°       | 5  | 3  | 1  | 1  | 9  | 5  |
| Total | 12/16          | 1º       | 8  | 6  | 1  | 1  | 18 | 6  |

Jugadores que les falta su día, mes y año de nacimiento son los siguientes: ** Esteban Alejandro Glellel ARQ 08/01/1999 Quilmes Atlético Club (Argentina), **Facundo Javier Perrone ARQ 10/08/1999 Vélez Sarsfield (Argentina), **César Fernando Ibáñez DEF 17/06/2000 Huracán (Argentina)  **Pablo Javier Pavlov DEF 24/08/2000 River Plate (Argentina), Facundo Santiago Rodríguez DEF 26/02/2000 Godoy Cruz Mendoza (Argentina), ** Lautaro Rodrigo Valenti DEF Lanús (Argentina) 14/01/1999, ** Claudio Sebastián Benegas DEL 01/01/2000 Banfield (Argentina), **Agustín José Urzi DEL 04/05/2000 Banfield (Argentina) a confirmar Pedro Martínez DF / /2000 Boca Juniors (Argentina)